# Apollonia van Ravenstein
Pour les articles homonymes, voir Ravenstein.
Apollonia van Ravenstein, née le  12 août 1952 à Geldrop, est une actrice néerlandaise et mannequin.

## Filmographie

### Cinéma
- 1982 : Seraphita's Diary : Seraphita.
- 1984 : Nothing Lasts Forever de Tom Schiller : Mara Hofmeier[2]
- 1986 : Les Gravos de  Dick Maas : Yolanda Kruisman[3]
- 1994 : Pleidooi